# Tir als Jocs Olímpics d'estiu de 1956
Als Jocs Olímpics d'Estiu de 1956 celebrats a la ciutat de Melbourne (Austràlia) es disputaren set proves de tir olímpic, totes elles en categoria masculina. Les proves es realitzaren entre els dies 29 de novembre i 5 de desembre de 1956.
Hi participaren un total de 156 tiradors de 37 comitès nacionals diferents.

## Resum de medalles
| Prova                                     | Or               | Argent            | Bronze                |
| Pistola ràpida 25 metres Detalls          | Ştefan Petrescu  | Yevgeni Cherkasov | Gheorghe Lichiardopol |
| Pistola lliure 50 metres Detalls          | Pentti Linnosvuo | Makhmud Umarov    | Offutt Pinion         |
| Rifle en posició estesa 50 metres Detalls | Gerald Ouellette | Vasili Borisov    | Stuart Boa            |
| Rifle en 3 posicions 50 metres Detalls    | Anatoli Bogdanov | Otakar Hořínek    | John Sundberg         |
| Rifle en 3 posicions 300 metres Detalls   | Vasili Borisov   | Allan Erdman      | Vilho Ylönen          |
| Fossa Olímpica Detalls                    | Galliano Rossini | Adam Smelczyński  | Alessandro Ciceri     |
| Tir al cérvol Detalls                     | Vitali Romanenko | Olof Sköldberg    | Vladimir Sevryugin    |

## Medaller
| Posició | País           | Or | Argent | Bronze | Total |
| 1       | Unió Soviètica | 3  | 4      | 1      | 8     |
| 2       | Canadà         | 1  | 0      | 1      | 2     |
| 2       | Finlàndia      | 1  | 0      | 1      | 2     |
| 2       | Itàlia         | 1  | 0      | 1      | 2     |
| 2       | Romania        | 1  | 0      | 1      | 2     |
| 6       | Suècia         | 0  | 1      | 1      | 2     |
| 7       | Polònia        | 0  | 1      | 0      | 1     |
| 7       | Txecoslovàquia | 0  | 1      | 0      | 1     |
| 9       | Estats Units   | 0  | 0      | 1      | 1     |